# Doopsgezinde kerk (Alkmaar)
De Doopsgezinde Kerk is een rijksmonumentale zaalkerk aan de Koningsweg 12 in het Noord-Hollandse Alkmaar. Het gebouw is gebouwd op initiatief van voorganger Hans de Ries, het is een van de oudste stenen Doopsgezinde kerken van Nederland.

## Geschiedenis
De kerk is aanvankelijk gebouwd als schuilkerk, in 1856 werden de panden aan de Koningsweg die de kerk aan het zicht onttrokken gesloopt en kwam de kerk in het zicht te staan. De gesloopte panden behoorden tot het Doopsgezinde Hofje, een hofje bestaande uit acht woningen. Op de plek van de woningen kwam een voorplein met hekwerk. In 1854 kreeg de kerk de huidige gevel met rondboogvensters. Deze gevel is ontworpen door C.W. Bruinvis, stadsarchivaris van Alkmaar. Het huidige voorplein is in ontwerp twee jaar jonger. Nog eens twintig jaar later, in 1876, werd het gehele interieur aangepast naar ontwerp door stadsarchitect W.F. du Croix. Hij heeft, onder andere, de neogotische banken ontworpen.

## Exterieur
De voorgevel is een lijstgevel met vier pilasters. De pilasters zijn met elkaar verbonden door drie geprofileerde rondbogen. In de middelste boog is de ingang, een rechthoekige deur met omlijsting, geplaatst met daarboven een horizontaal roosvenster. De twee buitenste bogen bevatten rondboogvensters.

## Interieur
Het interieur is in 1876 bijna volledig aan de smaak van de tijd aangepast. Van voor die datum zijn nog een aantal ornamenten bewaard gebleven. Het oudst bewaard gebleven stuk is het orgelfront dat uit 1819 stamt, het is van de hand van Deytenbach. Het orgel is van Flaes en Brunjes en stamt uit 1866.
Het plafond is in de vorm van een halve ellips.